# Liban (zona)
Liban è una delle zone amministrative in cui è suddivisa la Regione dei Somali in Etiopia.

## Woreda
La zona è composta da 6 woreda:
1. Bokolmayo
2. Deka Suftu
3. Dolo Odo
4. Filtu
5. Goro Baqaqsa
6. Guradamole